# Sedad Hakki Eldem
Sedad Hakki Eldem (ur. 18 sierpnia 1908 w Stambule, zm. 7 września 1988 tamże) – turecki architekt. Jego dzieła były inspirowane harmonią przestrzenną tradycyjnych domów tureckich, które przekształcał w nowoczesne formy z wielką dbałością o zgodność z przeznaczeniem. Twórca m.in. kompleksu agencji ubezpieczeń społecznych Zeryrek w Stambule (1962–1964) oraz Biblioteki im. Atatürka w Stambule.